# Amt Avenwedde
Das Amt Avenwedde war ein Amt im Kreis Wiedenbrück in Nordrhein-Westfalen, Deutschland mit Sitz in Avenwedde, einem heutigen Stadtteil der Stadt Gütersloh. 

## Amtsgliederung
1. Avenwedde (21,64 km², 8.528)
2. Friedrichsdorf (0,31 km², 896)
3. Spexard (13,25 km², 3.851)

Stand: 6. Juni 1961

## Geschichte
Das Amt Avenwedde wurde am 1. April 1914 gegründet, indem die drei Gemeinden Avenwedde, Friedrichsdorf und Spexard auf Erlass des preußischen Innenministeriums aus dem Amt Reckenberg herausgelöst und zu einem neuen Amt zusammengefasst wurden. Die Gemeinden hatten sich für die Gründung des neuen Amtes eingesetzt, weil das Amtsbüro in Wiedenbrück, der Amtssitz des Amtes Reckenberg, aufgrund der weiten Entfernungen und der schlechten Bahnverbindung für die Bürger nur schwer zu erreichen war. 
Amtssitz des neuen Amtes wurde Avenwedde. Die erste Amtsstube befand sich in zwei Räumen der Gaststätte Bettenworth, die sich für diese Zwecke bald als zu klein erwiesen. Der 1918 beschlossene Bau einer neuen Amtsverwaltung verzögerte sich aufgrund der Nachkriegswirren. Das neue Gebäude konnte 1926 bezogen werden und wurde nach dem Zweiten Weltkrieg erweitert. Es dient heute als Verwaltungsgebäude eines privaten Unternehmens.
Durch das Gesetz zur Neugliederung des Kreises Wiedenbrück und von Teilen des Kreises Bielefeld wurde das Amt zum 31. Dezember 1969 aufgelöst und sein Gebiet vollständig in die Stadt Gütersloh eingemeindet.

## Einwohnerentwicklung
| Jahr | Einwohner | Quelle |
| ---- | --------- | ------ |
| 1925 | 04.754    | [ 1 ]  |
| 1939 | 04.418    | [ 2 ]  |
| 1950 | 09.180    | [ 3 ]  |
| 1961 | 13.275    | [ 3 ]  |

## Wappen
Das Wappen zeigt den Widderkopf der Gemeinde Avenwedde sowie das aus dem Wappen des Hochstifts Osnabrück entliehene „Osnabrücker Rad“.

## Amtsbürgermeister und -direktoren
- 1914–1918 Ludwig Ehringhausen (Amtsbürgermeister)
- 1918–1945 Hermann Mense (Amtsbürgermeister)
- 1947–1959: Johannes Deppe (Amtsdirektor)
- 1959–1969: Otto Hensdiek (Amtsdirektor)